# クレイジー・ホース記念碑
クレイジー・ホース記念碑（Crazy Horse Memorial）は、アメリカ合衆国サウスダコタ州の西部ブラックヒルズの山中にある、巨大な岩面彫りの彫刻。アメリカインディアンの、オグララ・ラコタ・スー族の戦士、「タシュンケウィトコ」（クレイジー・ホース）をイメージしている。

## 概要
クレイジー・ホースは米軍や白人入植者の侵略からラコタ族の領土や、聖地ハパ・サバ（ブラックヒルズ）を守るために戦った勇敢なラコタ族の戦士のひとりで、カスター中佐率いるアメリカ陸軍第7騎兵連隊を全滅させた1876年の「リトルビッグホーンの戦い」などで知られている。
制作者である彫刻家コルチャック・ジオルコウスキーは、「記念碑」建設のきっかけは、「1947年に、ラコタ族のヘンリー・スタンディング・ベア（Henry Standing Bear）が『わしらレッド・マン（インディアン）にも偉大な英雄がいることを白人達に知って欲しい。ラシュモア山（アメリカ合衆国大統領の巨大な顔の彫刻がある）よりも大きな、クレイジー・ホースの彫刻を造ってくれないか』と依頼した事に始まった」と説明している。
1972年にレイムディアーやラッセル・ミーンズらラコタ族伝統派がジオルコウスキーの家を訪ねた際に、ジオルコウスキーは「記念碑建設」についてのスタンディングベアとの覚書らしきものを見せている。またこの際、ジオルコウスキーはこの事業が金儲けのためのものであることをインディアンたちに明言している。
以後、コルチャックはクレイジー・ホースの彫刻制作に専念していった。1982年、コルチャックが74歳で亡くなるが、その後もコルチャックの家族がその遺志を継いで彫り続けた。コルチャックには5人の息子と5人の娘がいて、現在も遺志を受け継ぎ、クレイジー・ホースの彫刻が完成するまで彫り続けている。連邦政府から支援すると言う申し出があったが、コルチャック一家はそれを断り、非営利団体に運営を任せた。政府に任せると、将来何らかの理由で計画が中断される可能性があり、コルチャック一家はそれを恐れたのである。
「クレイジー・ホース記念碑」は未完成で、現在も製作中である。1998年にはついに顔の部分が完成した。全て完成するとクレイジー・ホースが馬に乗り、指を差している姿で、高さ170m、長さ195mと世界最大の彫像になる。制作方法は、主に爆薬による粉砕彫刻である。

## ステレオタイプとしての「クレイジー・ホース記念碑」
このクレイジー・ホース像は、「馬にまたがった、長い髪を渦のようになびかせた裸の戦士が、左手で前方を指差している」というポーズをとっていて、いかにも西部劇映画に出てくる「戦争酋長（ウォー･チーフ）」、「インディアンの司令官」といったイメージになっている。
しかし、そもそもインディアンやスー族の戦士はすべて個々の判断で戦う個人の集団であって、インディアンの社会には「なにかを指差して号令をかける」ような、白人が「戦争酋長」と呼んでいるような役職・地位はそもそも現実には存在しない。
クレイジー・ホースは白人と接することを極端に嫌い、生涯肖像画も写真も残さなかった。下項にもあるとおり、伝統派呪術師のレイムディアー（クレイジー・ホースの親戚である）はこの像を「まったくクレイジー・ホースに似ていない」と語っている。クレイジーホースは「指導者」だったことも、「司令官」だったこともない。インディアンの社会は「大いなる神秘」のもとにすべてを共有する横社会であり、「個人の指導者」も「命令する」という文化も存在しない。この像のデザイン自体はジオルコウスキーのステレオタイプなインディアン・イメージに基づくフィクションである。

## ラコタ・スー族からの批判
当地では、この像はすでに多数の観光客を呼び寄せる観光名所となっている。しかし、この記念碑の建立自体は、スー族のみならず、様々なインディアン部族の間に反響と賛否両論の争いを生んだ。スー族の伝統派のほとんどは、この事業に反対している。
1972年に、ミネコンジュー・スー族の伝統派メディスンマン、レイムディアーはこの記念碑を評して、次のように述べている。
2001年、「アメリカインディアン運動」（AIM）の活動家で、オグララ・スー族のラッセル・ミーンズは、「クレイジー・ホース記念碑」についてのインタビューにこう答えている。
またミーンズは、記念碑が及ぼす様々な影響についてはこう答えている。